# Superliga de Turquía 2008-09
La Superliga de Turquía 2008-09 (Turkcell Süper Lig por razones de patrocinio)  fue la 51.ª edición de la primera división del fútbol en Turquía.

## Tabla de posiciones
|  | Fase de grupos de la Liga de Campeones de la UEFA 2009-10            |
|  | Tercera ronda previa de la Liga de Campeones de la UEFA 2009-10      |
|  | Cuarta ronda previa (play-off) de la Liga Europea de la UEFA 2009-10 |
|  | Tercera ronda previa de la Liga Europea de la UEFA 2009-10           |
|  | Segunda ronda previa de la Liga Europea de la UEFA 2009-10           |
|  | Descenso a la TFF Primera División                                   |

|                                  |
| Campeón Beşiktaş JK 13.er título |

## Goleadores
20 goles
- Milan Baroš (Galatasaray)

18 goles
- Alex (Fenerbahçe)
- Taner Gülleri (Kocaelispor)

15 goles
- Gökhan Ünal (Trabzonspor)

14 goles
- Umut Bulut (Trabzonspor)
- Mehmet Yıldız (Sivasspor)

13 goles
- Souleymane Youla (Eskişehirspor)

12 goles
- Beto (Gaziantepspor)

11 goles
- Bobô (Beşiktaş)
- Daniel Güiza (Fenerbahçe)
- Tabata (Gaziantepspor)
- Sercan Yıldırım (Bursaspor)